# Шрамм, Клаудия
Клаудия Шрамм (нем. Claudia Schramm; род. 14 июня 1975, Бад-Лангензальца, Эрфурт) — немецкая бобслеистка, рулевая, выступавшая за сборную Германии в 2000-е годы. Участница зимних Олимпийских игр 2010 года в Ванкувере, обладательница бронзовой медали чемпионата Европы, бронзовая призёрша чемпионата мира.

## Биография
Клаудия Шрамм родилась 14 июня 1975 года в городе Бад-Лангензальца, земля Тюрингия. С юных лет увлеклась спортом, занималась лёгкой атлетикой, позже решила попробовать себя в бобслее и в 2000 году в качестве рулевой присоединилась к национальной сборной Германии. Закрепилась в команде после того, как из бобслея ушла титулованная Зузи Эрдман, хотя впоследствии практически на протяжении всей карьеры была третьим по значимости пилотом сборной, оставаясь в тени таких знаменитых бобслеисток как Сандра Кириасис и Катлин Мартини.
Наибольшего успеха на международной арене Шрамм добилась в 2004 году на чемпионате Европы в латвийской Сигулде, когда вместе с разгоняющей Николь Хершман финишировала второй и завоевала тем самым серебряную медаль. В период 2004—2006 три раза занимала третье место на чемпионате Германии, а в 2008 году на мировом первенстве в Альтенберге взяла бронзу в двойках. Лучший результат на Кубке мира показала в 2006 году, приехав второй на альтенбергском этапе. Благодаря череде успешных выступлений удостоилась права защищать честь страны на Олимпийских играх 2010 года в Ванкувере, там, находясь в двойке с разгоняющей Яниной Тишер, заняла седьмое место. Сразу после Олимпиады из-за возросшей конкуренции в сборной приняла решение завершить карьеру профессиональной спортсменки, уступив место молодым немецким пилотам. Покинув бобслей, продолжила службу в вооружённых силах Бундесвер.